# Шарлерој (Пенсилванија)
Шарлерој (енгл. Charleroi) град је у америчкој савезној држави Пенсилванија.

## Демографија
По попису из 2010. године број становника је 4.120, што је 751 (-15,4%) становника мање него 2000. године.
| Група             | 2000.         | 2010.         |
| Белци             | 4.621 (94,9%) | 3.656 (88,7%) |
| Афроамериканци    | 158 (3,2%)    | 233 (5,7%)    |
| Азијати           | 14 (0,3%)     | 41 (1,0%)     |
| Хиспаноамериканци | 35 (0,7%)     | 78 (1,9%)     |
| Укупно            | 4.871         | 4.120         |